# Мюсси-сюр-Сен
Мюсси́-сюр-Сен (фр. Mussy-sur-Seine) — коммуна во Франции, находится в регионе Шампань — Арденны. Департамент — Об. Административный центр кантона Мюсси-сюр-Сен. Округ коммуны — Труа.
Код INSEE коммуны — 10261.
Коммуна расположена приблизительно в 190 км к юго-востоку от Парижа, в 110 км южнее Шалон-ан-Шампани, в 50 км к юго-востоку от Труа.

## Население
Население коммуны на 2008 год составляло 1176 человек.
| 1954 | 1962 | 1968 | 1975 | 1982 | 1990 | 1999 | 2008 |
| ---- | ---- | ---- | ---- | ---- | ---- | ---- | ---- |
| 1227 | 1351 | 1429 | 1682 | 1684 | 1481 | 1277 | 1176 |

## Администрация
| Период | Период | Фамилия                  | Партия | Примечания |
| ------ | ------ | ------------------------ | ------ | ---------- |
| 1973   | 1978   | Франсиск Пети де Бантель |        |            |
| 1978   | 1979   | Патрик Метро             |        |            |
| 1979   | 1989   | Поль Жербе               |        |            |
| 1989   | 1993   | Франсис Потера           |        |            |
| 1993   | 2007   | Андре Калани             |        |            |
| 2008   |        | Анри Пети де Бантель     |        |            |

## Экономика
В 2007 году среди 706 человек в трудоспособном возрасте (15—64 лет) 489 были экономически активными, 217 — неактивными (показатель активности — 69,3 %, в 1999 году было 69,4 %). Из 489 активных работали 394 человека (210 мужчин и 184 женщины), безработных было 95 (45 мужчин и 50 женщин). Числе 217 неактивных 40 человек были учениками или студентами, 92 — пенсионерами, 85 были неактивными по другим причинам.

## Достопримечательности
- Башня Бульвар (XII век). Памятник истории с 1984 года[3]
- Бывший соляной склад (XV—XVI века). Памятник истории с 1984 года[4]
- Церковь Сен-Пьер (XIII—XIV века). Памятник истории с 1840 года[5]
- Каменный крест (XVI век). Памятник истории с 1909 года[6]
- Музей Сопротивления
- Часовня Св. Елизаветы
- Часовня Св. Роха
- Летний дворец епископов Лангр

## Фотогалерея
- Церковь Сен-Пьер
- Статуя св. Петра
- Витраж в церкви Сен-Пьер
- Крест